# Porcellio cruentatus
Porcellio cruentatus är en kräftdjursart som beskrevs av Koch 1901. Porcellio cruentatus ingår i släktet Porcellio och familjen Porcellionidae. Inga underarter finns listade i Catalogue of Life.